# ETTU Champions League 2022/23
Die ETTU Champions League 2022/23 war die 25. Austragung des internationalen Tischtennisturniers.  Sieger des Turniers wurde der 1. FC Saarbrücken, der im Finale Titelverteidiger Borussia Düsseldorf bezwingen konnte.

## Gruppenphase

### Erste Runde
Gruppe A8. bis 10. September 2022
| Pl. | Verein           | S | N | Spiele | Pkt. |
| --- | ---------------- | - | - | ------ | ---- |
| 1   | HB Ostrav        | 2 | 1 | 8:5    | 5    |
| 2   | CTT Borges       | 2 | 1 | 6:6    | 5    |
| 3   | Top Spin Messina | 1 | 2 | 7:8    | 4    |
| 4   | GDCS Juncal      | 1 | 2 | 6:8    | 4    |

|            | Tschechien | Spanien | Italien | Portugal |
| ---------- | ---------- | ------- | ------- | -------- |
| Tschechien | —          | 3:0     | 3:2     | 2:3      |
| Spanien    |            | —       | 3:2     | 3:1      |
| Italien    |            |         | —       | 3:2      |
| Portugal   |            |         |         | —        |

Gruppe B8. bis 9. September 2022
| Pl. | Verein                  | S | N | Spiele | Pkt. |
| --- | ----------------------- | - | - | ------ | ---- |
| 1   | Post SV Mühlhausen 1951 | 3 | 0 | 9:2    | 6    |
| 2   | SKST Havířov            | 2 | 1 | 8:3    | 5    |
| 3   | TTC Wiener Neustadt     | 1 | 2 | 3:6    | 4    |
| 4   | Arteal SD Compostela    | 0 | 3 | 0:9    | 3    |

|             | Deutschland | Tschechien | Osterreich | Spanien |
| ----------- | ----------- | ---------- | ---------- | ------- |
| Deutschland | —           | 3:2        | 3:0        | 3:0     |
| Tschechien  |             | —          | 3:0        | 3:0     |
| Osterreich  |             |            | —          | 3:0     |
| Spanien     |             |            |            | —       |

Gruppe C7. bis 9. September 2022
| Pl. | Verein                     | S | N | Spiele | Pkt. |
| --- | -------------------------- | - | - | ------ | ---- |
| 1   | TTC Neu-Ulm                | 3 | 0 | 9:0    | 6    |
| 2   | Apuania Carrara            | 2 | 1 | 6:4    | 5    |
| 3   | TTC Ostrava                | 1 | 2 | 4:7    | 4    |
| 4   | CSS-SZAK Odorheiu Secuiesc | 0 | 3 | 1:9    | 3    |

|             | Deutschland | Italien | Tschechien | Rumänien |
| ----------- | ----------- | ------- | ---------- | -------- |
| Deutschland | —           | 3:0     | 3:0        | 3:0      |
| Italien     |             | —       | 3:1        | 3:0      |
| Tschechien  |             |         | —          | 3:1      |
| Rumänien    |             |         |            | —        |

Gruppe D7. bis 8. September 2022
| Pl. | Verein               | S | N | Spiele | Pkt. |
| --- | -------------------- | - | - | ------ | ---- |
| 1   | AS Pontoise-Cergy TT | 3 | 0 | 9:1    | 6    |
| 2   | SF SKK El Niňo Praha | 2 | 1 | 7:3    | 5    |
| 3   | PTE PEAC Kalo-Meh    | 1 | 2 | 3:6    | 4    |
| 4   | Irun Leka Enea       | 0 | 3 | 0:9    | 3    |

|            | Frankreich | Tschechien | Ungarn | Spanien |
| ---------- | ---------- | ---------- | ------ | ------- |
| Frankreich | —          | 3:1        | 3:0    | 3:0     |
| Tschechien |            | —          | 3:0    | 3:0     |
| Ungarn     |            |            | —      | 3:0     |
| Spanien    |            |            |        | —       |

### Zweite Runde
Gruppe A8. November bis 16. Dezember 2022
| Pl. | Verein              | S | N | Spiele | Pkt. |
| --- | ------------------- | - | - | ------ | ---- |
| 1   | Borussia Düsseldorf | 4 | 0 | 12:5   | 8    |
| 2   | Bogoria Grodzisk    | 1 | 3 | 8:10   | 5    |
| 3   | HB Ostrav           | 1 | 3 | 6:11   | 5    |

|             | Deutschland | Polen | Tschechien |
| ----------- | ----------- | ----- | ---------- |
| Deutschland | —           | 3:1   | 3:1        |
| Polen       | 2:3         | —     | 2:3        |
| Tschechien  | 1:3         | 1:3   | —          |

Gruppe B13. November bis 18. Dezember 2022
| Pl. | Verein                  | S | N | Spiele | Pkt. |
| --- | ----------------------- | - | - | ------ | ---- |
| 1   | Post SV Mühlhausen 1951 | 4 | 0 | 12:3   | 8    |
| 2   | GV Hennebont            | 1 | 3 | 6:9    | 5    |
| 3   | SPG Wels                | 1 | 3 | 4:10   | 5    |

|             | Deutschland | Frankreich | Osterreich |
| ----------- | ----------- | ---------- | ---------- |
| Deutschland | —           | 3:1        | 3:1        |
| Frankreich  | 1:3         | —          | 1:3        |
| Osterreich  | 0:3         | 0:3        | —          |

Gruppe C21. Oktober bis 17. Dezember 2022
| Pl. | Verein            | S | N | Spiele | Pkt. |
| --- | ----------------- | - | - | ------ | ---- |
| 1   | TTC Neu-Ulm       | 4 | 0 | 12:4   | 8    |
| 2   | KS Działdowo      | 2 | 2 | 9:8    | 6    |
| 3   | Sporting Lissabon | 0 | 4 | 3:12   | 4    |

|             | Deutschland | Polen | Portugal |
| ----------- | ----------- | ----- | -------- |
| Deutschland | —           | 3:1   | 3:0      |
| Polen       | 2:3         | —     | 3:0      |
| Portugal    | 1:3         | 2:3   | —        |

Gruppe D14. November bis 18. Dezember 2022
| Pl. | Verein               | S | N | Spiele | Pkt. |
| --- | -------------------- | - | - | ------ | ---- |
| 1   | 1. FC Saarbrücken    | 4 | 0 | 12:4   | 8    |
| 2   | AS Pontoise-Cergy TT | 2 | 2 | 8:7    | 6    |
| 3   | Roskilde Bordtennis  | 0 | 4 | 3:12   | 4    |

|             | Deutschland | Frankreich | Danemark |
| ----------- | ----------- | ---------- | -------- |
| Deutschland | —           | 3:1        | 3:1      |
| Frankreich  | 1:3         | —          | 3:1      |
| Danemark    | 1:3         | 0:3        | —        |

## Finalrunde

### Halbfinale
| Datum             |                         | Gesamt |                   | Hinspiel | Rückspiel | Golden Match |
| ----------------- | ----------------------- | ------ | ----------------- | -------- | --------- | ------------ |
| 12.02./17.02.2023 | Borussia Düsseldorf     | 5 : 5  | TTC Neu-Ulm       | 2 : 3    | 3 : 2     | 2:0          |
| 12.02./17.02.2023 | Post SV Mühlhausen 1951 | 2 : 6  | 1. FC Saarbrücken | 1 : 3    | 1 : 3     |              |

### Finale
| 31. März 2023 19:00 Uhr Bericht | 1. FC Saarbrücken | 2:3 | Borussia Düsseldorf |                          |  |
|                                 | Spieleübersicht   |     |                     |                          |  |
| Darko Jorgić                    | Darko Jorgić      | 0:3 | Dang Qiu            | 7:11, 5:11, 8:11         |  |
| Patrick Franziska               | Patrick Franziska | 3:0 | Anton Källberg      | 11:8, 12:10, 11:7        |  |
| Cedric Nuytinck                 | Cedric Nuytinck   | 0:3 | Kay Stumper         | 7:11, 4:11, 9:11         |  |
| Darko Jorgić                    | Darko Jorgić      | 3:0 | Anton Källberg      | 11:7, 11:8, 13:11        |  |
| Patrick Franziska               | Patrick Franziska | 1:3 | Dang Qiu            | 10:12, 1:11, 11:5, 19:21 |  |

| 3. April 2023 19:00 Uhr Bericht | Borussia Düsseldorf | 2:3 | 1. FC Saarbrücken | ARAG CenterCourt, Düsseldorf |  |
|                                 | Spieleübersicht     |     |                   |                              |  |
| Dang Qiu                        | Dang Qiu            | 3:1 | Darko Jorgić      | 9:11, 11:9, 11:7, 11:7       |  |
| Anton Källberg                  | Anton Källberg      | 2:3 | Patrick Franziska | 11:8, 11:9, 7:11, 8:11, 5:11 |  |
| Kay Stumper                     | Kay Stumper         | 3:0 | Takuya Jin        | 11:6, 11:9, 11:9             |  |
| Dang Qiu                        | Dang Qiu            | 2:3 | Patrick Franziska | 9:11, 8:11, 11:8, 12:10, 5:6 |  |
| Anton Källberg                  | Anton Källberg      | 1:3 | Darko Jorgić      | 9:11, 6:11, 11:6, 11:13      |  |

#### Golden Match
| 3. April 2023 23:00 Uhr Bericht | Borussia Düsseldorf | 1:2 | 1. FC Saarbrücken | ARAG CenterCourt, Düsseldorf |
|                                 | Spieleübersicht     |     |                   |                              |
| Dang Qiu                        | Dang Qiu            | 1:0 | Takuya Jin        | 11:7                         |
| Anton Källberg                  | Anton Källberg      | 0:1 | Patrick Franziska | 6:11                         |
| Kay Stumper                     | Kay Stumper         | 0:1 | Darko Jorgić      | 9:11                         |